# Kinosternidae
Le Kinosternidae Agassiz, 1857 sono una famiglia di rettili dell'ordine delle Testudines.

## Tassonomia
Comprende i seguenti generi e specie, suddivisi in due sottofamiglie:

### Sottofamiglia Kinosternidae
- Genere: Kinosternon
  - Kinosternon abaxillare Baur in Stejneger, 1925 - tartaruga del fango del Chiapas centrale
  - Kinosternon acutum Gray, 1831 - tartaruga del fango di Tabasco
  - Kinosternon alamosae Berry & Legler, 1980 - tartaruga del fango di Alamos
  - Kinosternon angustipons Legler, 1965 - tartaruga del fango del Centro America
  - Kinosternon baurii (Garman, 1891) - tartaruga del fango striata
  - Kinosternon chimalhuaca Berry, Seidel & Iverson, 1997 - tartaruga del fango di Jalisco
  - Kinosternon creaseri Hartweg, 1934 - tartaruga del fango di Creaser
  - Kinosternon dunni Schmidt, 1947 - tartaruga del fango colombiana
  - Kinosternon durangoense Iverson, 1979 - tartaruga del fango di Durango
  - Kinosternon flavescens (Agassiz, 1857) - tartaruga del fango gialla
  - Kinosternon herrerai Stejneger, 1925 - tartaruga del fango di Herrera
  - Kinosternon hirtipes (Wagler, 1830) - tartaruga del fango dai piedi rugosi
  - Kinosternon integrum Le Conte, 1854 - tartaruga del fango messicana
  - Kinosternon leucostomum (Duméril, Bibron & Duméril, 1851) - tartaruga del fango dalla bocca bianca
  - Kinosternon oaxacae Berry & Iverson, 1980 - tartaruga del fango di Oaxaca
  - Kinosternon scorpioides (Linnaeus, 1766) - tartaruga del fango scorpione
  - Kinosternon sonoriense Le Conte, 1854 - tartaruga del fango di Sonora
  - Kinosternon stejnegeri Hartweg, 1938 - tartaruga del fango dell'Arizona
  - Kinosternon subrubrum Bonnaterre, 1789 - tartaruga del fango comune
  - Kinosternon vogti López-Luna, Cupul-Magaña, Escobedo-Galván, González-Hernández, Centenero-Alcalá, Rangel-Mendoza, Ramírez-Ramírez & Cazares-Hernández, 2018 - tartaruga del fango di Vallarta
- Genere Sternotherus
  - Sternotherus carinatus (Gray, 1855) - tartaruga del muschio carenata
  - Sternotherus depressus Tinkle & Webb, 1955 - tartaruga del muschio appiattita
  - Sternotherus minor (Agassiz, 1857) - tartaruga del muschio capo grosso
  - Sternotherus odoratus (Latreille, 1802) - tartaruga del muschio

### Sottofamiglia Staurotypinae
- Genere: Claudius
  - Claudius angustatus Cope, 1865 - tartaruga muschiata a ponte stretto
- Genere: Staurotypus
  - Staurotypus salvinii Gray, 1864 - tartaruga muschiata gigante della costa del Pacifico
  - Staurotypus triporcatus (Wiegmann, 1828) - tartaruga muschiata gigante settentrionale